# エミール・スミス・ロウ
エミール・スミス・ロウ（英語: Emile Smith Rowe、2000年7月28日 - ）は、イングランド・ロンドン・クロイドン出身のサッカー選手。プレミアリーグ・フラムFC所属。イングランド代表。ポジションはMF。
姓はスミス・ロウで複合姓であるが、ハイフンを用いない表記が一般的である。

## クラブ経歴

### アーセナル
ロンドン南郊のクロイドンのトーントン・ヒース出身。2010年にアーセナルFCの下部組織に加入したのを切っ掛けに一家はロンドンの北側に引っ越した。2016-17シーズン、16歳でU-23チームに出場。翌シーズンもこのカテゴリで11試合に出場した。
2018年7月、シンガポールで行われたプレシーズンツアーでは、17歳にしてトップチームに帯同。インターナショナル・チャンピオンズ・カップ 2018のアトレティコ・マドリード戦では得点を決めて試合を引分に持ち込んだ。またパリ・サンジェルマンFC戦でもアシストを記録し、18歳の誕生日に5-1の勝利を手にした。同月31日に長期契約を締結、ウナイ・エメリ監督も「ポテンシャルの塊」と評した。長期契約の詳細についてはアーセナル側から発表がなかったが、5年契約であると報じられた。
9月20日に行われたUEFAヨーロッパリーグ 2018-19 グループリーグのFCヴォルスクラ・ポルタヴァ戦で後半にアレックス・イウォビに代えて投入され、プロ初出場。この交代でアーセナルとしては初めて2000年以降生まれの選手をピッチに立たせた事となった。カラバフFK戦では得点をあげ、2000年以降生まれの選手としてはクラブ史上初の得点となった他、2011年にアレックス・オックスレイド＝チェンバレンが打ち立てたクラブ史上最年少ゴール記録も塗り替えた。また、EFLカップでも得点を決めた。

### RBライプツィヒ
2019年1月31日に半年の契約でRBライプツィヒに期限付き移籍。しかし期限付き移籍が決まった後に鼠蹊部の怪我が完治していない事がわかった。そのため、ラルフ・ラングニック監督も「2週間から3週間はトレーニングをフルで熟せないだろう」と述べた。4月13日のブンデスリーガ・VfLヴォルフスブルク戦でエミル・フォルスベリに代わって出場し、ドイツ初出場及びトップリーグ初出場。

### アーセナル復帰
2019-20シーズンはアーセナルに復帰。12月16日のプレミアリーグ・マンチェスター・シティFC戦でメスト・エジルに代わって投入され、プレミアリーグ初出場となったが、3-0で敗れた。2020年1月10日、チャンピオンシップのハダースフィールド・タウンFCにシーズン終了までローン移籍することが発表された。
2020年12月26日、第15節のチェルシーFC戦で今季初スタメンに抜擢されると勝利に貢献した。2021年5月9日、プレミアリーグのWBA戦でブカヨ・サカのクロスに飛び込みダイレクトボレーで合わせプレミアリーグ初得点を決めた。
2021年7月22日、アーセナルと長期の契約延長をしたこと及び背番号を10番に変更することが公式発表された。2021-22シーズンは、開幕から主力として先発出場を続けるも12月頃より慢性的な股関節痛を発症し途中出場で終盤のみ起用が増えていった。しかし、後半は限定された出場時間であったがその中でも得点を重ねプレミアリーグで10ゴールを決めた。その活躍から2021-22シーズンのPFA年間最優秀若手選手賞の6人の候補の中にチームメイトのブカヨ・サカとともに選出された。
2022年9月29日、かねてより慢性的な痛みを抱えていた股関節を9月4日のマンチェスター・ユナイテッドFC戦で悪化させたため股関節の腱の再建手術を受け手術が成功したことが発表された。2023年1月9日、FAカップのオックスフォード・ユナイテッドFC戦で途中出場し約4ヶ月ぶりに実戦復帰した。しかし、1月27日のFA杯マンチェスター・シティ戦前の練習で今度は太腿を負傷し2月18日のプレミアリーグ第24節アストン・ヴィラFC戦でベンチ入りするまで約3週間の離脱となった。
フラム
2024年8月2日アーセナルFCからフラムFCへ完全移籍。移籍金は非公開で契約は2029年までの5年契約で、さらに12ヶ月の契約延長オプションが付いている。

## 代表経歴
U-16代表から年代別代表に選出されている。
2017年4月にUEFA U-17欧州選手権2017のメンバーに入った。準決勝では途中出場したものの、決勝では出場機会が無かった。同年10月には2019 FIFA U-17ワールドカップのメンバーに入り、優勝メンバーの一員となった。彼自身もこの大会ではグループステージで1得点、準決勝ではリアン・ブリュースターの得点をアシストしている。
2018年10月にはU-19代表としてU-19ポルトガル代表戦で得点している。
2019年11月14日にはU-20代表としてU-20ポルトガル代表相手に得点した。
2021年11月8日、元々U-21イングランド代表に招集されていたがイングランドA代表に追加で初招集され、11月12日のアルバニアA代表戦でA代表デビューを果たした。11月15日、2022W杯欧州予選グループステージのサンマリノ戦でイングランドA代表での初先発出場を果たしA代表初ゴールも決めた。
UEFA U-21欧州選手権2023で代表に招集された。初戦のU-21チェコ代表戦で途中出場からゴールを決め、第2戦のU-21イスラエル代表戦でも2試合連続となるゴールを決めた。準決勝のU-21イスラエル戦ではアシストを記録し、6戦全試合に出場して2G1Aで全勝無失点での39年ぶりとなるイングランド代表の優勝に貢献した。

## プレースタイル
- 司令塔型タイプのMF。10番（トップ下、インサイド）や8番（セントラルMF）といった中盤中央の位置のほか、偽9番やサイドMFでのプレー経験もある[46]。
- ボックストゥボックスによる味方へのサポートに優れている[47]。

## 個人成績
| クラブ             | シーズン | リーグ             | リーグ戦 | リーグ戦 | カップ戦 | カップ戦 | リーグ杯 | リーグ杯 | 国際大会 | 国際大会 | その他 | その他 | 合計 | 合計 |
| クラブ             | シーズン | リーグ             | 出場     | 得点     | 出場     | 得点     | 出場     | 得点     | 出場     | 得点     | 出場   | 得点   | 出場 | 得点 |
| ------------------ | -------- | ------------------ | -------- | -------- | -------- | -------- | -------- | -------- | -------- | -------- | ------ | ------ | ---- | ---- |
| アーセナル         | 2018-19  | プレミアリーグ     | 0        | 0        | 0        | 0        | 2        | 1        | 4        | 2        | 0      | 0      | 6    | 3    |
| アーセナル         | 通算     | 通算               | 0        | 0        | 0        | 0        | 2        | 1        | 4        | 2        | 0      | 0      | 6    | 3    |
| ライプツィヒ       | 2018-19  | ブンデスリーガ     | 3        | 0        | 0        | 0        | -        | -        | 0        | 0        | 0      | 0      | 3    | 0    |
| ライプツィヒ       | 通算     | 通算               | 3        | 0        | 0        | 0        | -        | -        | 0        | 0        | 0      | 0      | 3    | 0    |
| アーセナル         | 2019-20  | プレミアリーグ     | 2        | 0        | 0        | 0        | 1        | 0        | 3        | 0        | 0      | 0      | 6    | 0    |
| アーセナル         | 通算     | 通算               | 2        | 0        | 0        | 0        | 1        | 0        | 3        | 0        | 0      | 0      | 6    | 0    |
| ハダースフィールド | 2019-20  | チャンピオンシップ | 19       | 2        | 0        | 0        | 0        | 0        | -        | -        | 0      | 0      | 19   | 2    |
| ハダースフィールド | 通算     | 通算               | 19       | 2        | 0        | 0        | 0        | 0        | -        | -        | 0      | 0      | 19   | 2    |
| アーセナル         | 2020-21  | プレミアリーグ     | 20       | 2        | 1        | 1        | 1        | 0        | 11       | 1        | 0      | 0      | 33   | 4    |
| アーセナル         | 2021-22  | プレミアリーグ     | 33       | 10       | 0        | 0        | 4        | 1        | -        | -        | 0      | 0      | 37   | 11   |
| アーセナル         | 2022-23  | プレミアリーグ     | 12       | 0        | 1        | 0        | 0        | 0        | 1        | 0        | 0      | 0      | 14   | 0    |
| アーセナル         | 通算     | 通算               | 65       | 12       | 2        | 1        | 5        | 1        | 12       | 1        | 0      | 0      | 84   | 15   |
| 総通算             | 総通算   | 総通算             | 89       | 14       | 2        | 1        | 8        | 2        | 19       | 3        | 4      | 0      | 118  | 20   |

## タイトル

### クラブ
アーセナル
- FAコミュニティ・シールド：2回（2020, 2023）

### 代表
U-21イングランド代表
- UEFA U-21欧州選手権：1回（2023）

## 代表歴

### 出場大会
- U-17イングランド代表
  - 2017年 - UEFA U-17欧州選手権（準優勝）
  - 2017年 - FIFA U-17ワールドカップ（優勝）
- U-21イングランド代表
  - 2021年 - UEFA U-21欧州選手権（GL敗退）

### 試合数
- 国際Aマッチ（2021年 - ） 2試合1得点

| イングランド代表 | 国際Aマッチ | 国際Aマッチ |
| 年               | 出場        | 得点        |
| ---------------- | ----------- | ----------- |
| 2021             | 2           | 1           |
| 通算             | 2           | 1           |

### 代表での得点
| # | 開催日         | 開催地                               | 対戦国     | スコア | 結果 | 大会                                    |
| - | -------------- | ------------------------------------ | ---------- | ------ | ---- | --------------------------------------- |
| 1 | 2021年11月17日 | セラヴァッレ、サンマリノ・スタジアム | サンマリノ | 7–0    | 10–0 | 2022 FIFAワールドカップ・ヨーロッパ予選 |